# Chandler Hunt
Chandler Hunt (* 4. November 1998) ist ein US-amerikanischer Snowboarder. Er startet in den Freestyledisziplinen.

## Werdegang
Hunt nimmt seit 2011 an Wettbewerben der FIS und der Ticket to Ride World Snowboard Tour teil. Dabei holte im August 2013 im Slopestyle beim South America Rookie Fest in Valle Nevado seinen ersten Sieg. Bei den Snowboard-Weltmeisterschaften 2015 am Kreischberg belegte er den 46. Platz im Big Air und den 30. Rang im Slopestyle. Sein Debüt im Snowboard-Weltcup hatte er im Februar 2015 in Park City, das er auf dem 37. Platz im Slopestyle beendete. Im selben Monat wurde er bei der U.S. Revolution Tour in Mammoth Dritter im Slopestyle. In der Saison 2015/16 holte er bei den Juniorenweltmeisterschaften 2016 auf der Seiser Alm die Bronzemedaille im Slopestyle und siegte jeweils im Slopestyle bei der U.S. Revolution Tour in Winter Park und bei der Zillertal Valley Rallye am Hintertuxer Gletscher. Bei den Snowboard-Weltmeisterschaften 2016 in Yabuli errang er den 27. Platz im Slopestyle. Im Februar 2017 kam er bei der US Revolution Tour in Mammoth auf den zweiten Platz im Slopestyle. Nach Platz 31 im Slopestyle bei den Winter Games New Zealand und zugleich Weltcup in Cardrona zu Beginn der Saison 2017/18, erreichte er beim Weltcup in Copper Mountain mit Platz drei im Big Air seine erste Podestplatzierung im Weltcup.